# Thyridia ino
Thyridia ino är en fjärilsart som beskrevs av Felder 1862. Thyridia ino ingår i släktet Thyridia och familjen praktfjärilar. Inga underarter finns listade i Catalogue of Life.